# Liga Reunionesa de Fútbol
La Liga Reunionesa de Fútbol (en francés: Ligue Réunionnaise de Football; abreviado LRF) es el organismo rector del fútbol en Reunión. Fue fundada en 1956. No es miembro de la FIFA (aunque sí de la Federación Francesa de Fútbol) y únicamente es miembro asociado de la CAF desde el 17 de diciembre de 1992. Organiza el campeonato de Liga y de Copa, así como los partidos de la selección nacional y de los equipos nacionales.